# Campeonato da Europa de Atletismo de 2010 - 10000 m feminino
A prova dos 10000 metros feminino do Campeonato da Europa de Atletismo de 2010 foi disputada no dia 28 de julho de 2010 no Lluís Companys em Barcelona,  na Espanha. 

## Recordes
Antes desta competição, os recordes mundiais e do campeonato nesta prova eram os seguintes:
|                       | Nome              | Nacionalidade | Tempo     | Local   | Data                  |
| --------------------- | ----------------- | ------------- | --------- | ------- | --------------------- |
| Recorde mundial       | Wang Junxia       | China         | 29m31s78  | Pequim  | 8 de setembro de 1993 |
| Recorde do campeonato | Paula Radcliffe   | Reino Unido   | 30m01s 09 | Munique | 8 de agosto de 2002   |
| Recorde europeu       | Elvan Abeylegesse | Turquia       | 29m56s34  | Pequim  | 15 de agosto de 2008  |

## Medalhistas
| Ouro                    | Prata                 | Bronze            |
| Elvan Abeylegesse (TUR) | Jéssica Augusto (PRT) | Hilda Kibet (NED) |

## Cronograma
Todos os horários são locais (UTC+2).
| Data        | Hora  | Evento |
| ----------- | ----- | ------ |
| 28 de julho | 21:05 | Final  |

## Resultados

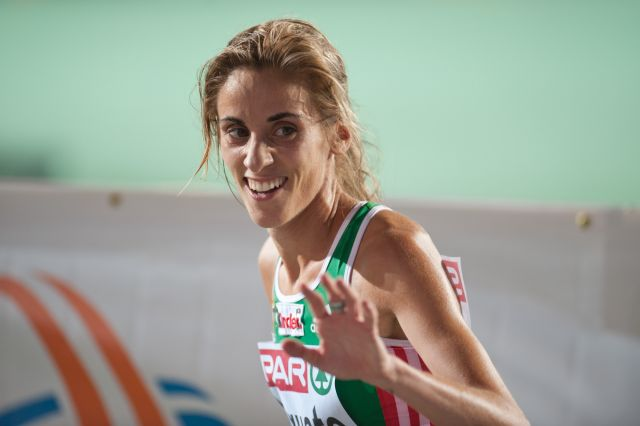
Jéssica Augusto ganhou a medalha de prata na corrida

| Posição           | Atleta                    | Nacionalidade | Tempo      | Notas                |
| ----------------- | ------------------------- | ------------- | ---------- | -------------------- |
| Medalha de ouro   | Elvan Abeylegesse         | Turquia       | 31:10.23   |                      |
| Medalha de prata  | Jéssica Augusto           | Portugal      | 31:25.77   |                      |
| Medalha de bronze | Hilda Kibet               | Países Baixos | 31:36.90   | Recorde da temporada |
| 4                 | Sabrina Mockenhaupt       | Alemanha      | 32:06.02   |                      |
| 5                 | Yelena Sokolova           | Rússia        | 32:36.71   |                      |
| 6                 | Krisztina Papp            | Hungria       | 32:49.05   |                      |
| 7                 | Dulce Félix               | Portugal      | 33:12.93   |                      |
| 8                 | Sviatlana Kudzelich       | Bielorrússia  | 33:31.33   |                      |
| 9                 | Martina Strähl            | Suíça         | 33:37.89   |                      |
| 10                | Jacqueline Martín         | Espanha       | 34:11.49   |                      |
| 11                | Zsófia Erdélyi            | Hungria       | 34:57.77   |                      |
| 99 !              | Federica Dal Ri           | Itália        | 99:99.99 ! | DNF                  |
| 99 !              | Karoline Bjerkeli Grøvdal | Noruega       | 99:99.99 ! | DNF                  |
| 99 !              | Maria Sig Møller          | Dinamarca     | 99:99.99 ! | DNF                  |
| 99 !              | Sara Moreira              | Portugal      | 99:99.99 ! | DNF                  |
| —                 | Liliya Shobukhova         | Rússia        | 99:99.99 ! | DNF Doping           |
| —                 | Inga Abitova              | Rússia        | 31:22.83   | DSQ Doping           |
| —                 | Meryem Erdoğan            | Turquia       | 31:44.86   | DSQ Doping           |

Legenda
| Recorde mundial       | Recorde mundial (World record)               |                       | Recorde africano                      | Recorde africano (African) |                                           | Q | Classificado por posição (Qualified) |
| Recorde do campeonato | Recorde do campeonato (Championship record)  | Recorde da América    | Recorde da América (Americas)         | q                          | Classificado por melhor tempo (Qualified) |   |                                      |
| Melhor marca do ano   | Melhor marca do ano (World leading)          | Recorde asiático      | Recorde asiático (Asian)              | DNS                        | Não largou (Did not start)                |   |                                      |
| Recorde nacional      | Recorde nacional (National record)           | Recorde europeu       | Recorde europeu (European)            | DNF                        | Não terminou (Did not finish)             |   |                                      |
| Recorde pessoal       | Recorde pessoal do atleta (Personal best)    | Recorde da Oceania    | Recorde da Oceania (Oceania)          | DSQ / DQ                   | Desclassificado (Disqualified)            |   |                                      |
| Recorde da temporada  | Recorde da temporada do atleta (Season best) | Recorde sul-americano | Recorde sul-americano (South America) | NM                         | Sem marca (No mark)                       |   |                                      |